# NGC 4969
NGC 4969 ist eine durch Gravitation verbundene Doppelgalaxie im Sternbild der Jungfrau. Sie ist schätzungsweise 368 Millionen Lichtjahre von der Milchstraße entfernt. NGC 4969-1 ist eine 13,9 mag helle elliptische Galaxie vom Hubble-Typ E-S0 und NGC 4969-2 eine 14,7 mag helle linsenförmige Galaxie vom Hubble-Typ S0.
Das Galaxienpaar wurde am 27. April 1887 von Edward D. Swift entdeckt.